# Autisme France
Ne doit pas être confondu avec Autisme en France.
Autisme France est une association française reconnue d’utilité publique de parents de personnes autistes regroupant plus de 125 associations membres, partenaires et affiliées. L'association est née en 1989 de la volonté de donner aux personnes autistes handicapées le droit à un diagnostic fiable, à des prises en charge, une scolarisation et un accompagnement décent leur vie durant. Des associations partenaires d'Autisme France sont responsables de structures et services médico-sociaux.
L'association Autisme France oriente son action vers une approche comportementale de l'autisme conforme aux classifications de l’OMS et à des pratiques éprouvées de pays étrangers, et se démarque d'une approche psychanalytique de l'autisme.

## Objectifs de l'association
- Promouvoir un dépistage et un diagnostic précoces de l'autisme chez l'enfant qui soient conformes aux classifications internationales de l'OMS
- Faire reconnaître les compétences et la parole des parents qui sont souvent les premiers à constater des troubles de comportement de leur enfant.
- Promouvoir l’information des parents et de l’entourage (médecin, personnel de crèche, enseignants, assistante maternelle…).
- Donner aux médecins un accès à des outils de dépistage adaptés à l’autisme comme handicap neuro-biologique d’origine vraisemblablement génétique et non comme une pathologie psychique. Dans cette optique, l'association souhaite que soient harmonisés les termes employés dans la définition, le dépistage et le diagnostic de l'autisme en respectant la classification de l’OMS sur l'autisme comme TED (Trouble envahissant du développement)[2],[3].
- Promouvoir le droit des parents à l’information sur l’autisme, ses conséquences et ses évolutions possibles, et faire des parents des partenaires des professionnels.

## Actions

### Diffusion d'informations
L'association Autisme France diffuse son information et ses recommandations par le biais de :
- une ligne téléphonique visant à informer les parents de personnes autistes, à les orienter vers les services adaptés, à leur procurer un conseil juridique et à leur apporter une aide personnalisée ;
- une lettre électronique bimensuelle ;
- un magazine trimestriel : La Lettre d'Autisme France  (ISSN 1950-4837) ;
- un congrès annuel sur les récentes avancées sur l'autisme en matières scientifique, thérapeutique et éducative ;
- une action d'information à l'intention du grand public.

### Promotion de l'accompagnement
L'association insiste notamment sur les actions suivantes :
- la nécessité d'un diagnostic et de prises en charge éducatives et pédagogiques en dehors de l'approche psychanalytique de l'autisme : cette action s'inscrit dans une approche comportementale de l'autisme ;
- en se basant sur les pratiques éducatives et pédagogiques d'autres pays, créer un droit à une scolarisation adaptée au handicap[4] qui se concrétise par l'aide et le financement des pouvoirs publics : l'association promeut l'idée que des méthodes adaptées dans le cadre scolaire réduisent les troubles des personnes autistes, leur donne accès à l'autonomie et ultérieurement à une intégration professionnelle.

### Actions vers les pouvoirs publics
L'association engage aussi des actions vers les décideurs publics sur le plan national. À ce titre, le 29 juin 2012, conformément aux recommandations de l'Agence nationale de l'évaluation et de la qualité des établissements et services sociaux et médico-sociaux (ANESM) et de la HAS de mars 2012 sur les interventions éducatives et thérapeutiques pour enfants et adolescents, Autisme France saisit la Haute Autorité de Santé afin que celle-ci prenne en compte pour année 2013 la nécessité d'élaborer un guide des bonnes pratiques pour les adultes autistes.

## Collectif Autisme
Le Collectif Autisme réunit environ 200 associations de parents, et représente environ 30 000 familles. Le Collectif Autisme rassemble les fédérations d'associations et associations de parents d'enfants autistes les plus représentatives en France (ordre alphabétique) [réf. nécessaire]:
- AFG Autisme ;
- Agir et Vivre l'Autisme ;
- Asperger Aide France ;
- Autisme France ;
- Autistes sans frontières ;
- Les 4A ;
- Pro Aid Autisme ;
- Sésame Autisme ;
- l’Unapei.